# Witalij Hodsjazkyj
Witalij Oleksijowytsch Hodsjazkyj (ukrainisch Віталій Олексійович Годзяцький, deutsch gelegentlich auch Vitalij Godziatsky, * 29. Dezember 1936 in Kiew) ist ein ukrainischer Komponist.

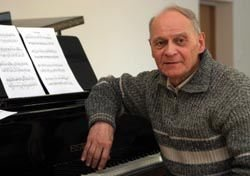
Der ukrainische Komponist Witalij Hodsjazkyj (* 1936)

## Leben
Geboren in Kiew als Sohn des Komponisten und Dirigenten Oleksij Hodsjazkyj-Snischynskyj (Олексій Годзяцький-Сніжинський, 1904–1972) und der Sängerin Taisia Hryhorivna, erhielt Witalij Oleksijowitsch Hodsjazkyj den ersten Musikunterricht von seinen Eltern, ehe er während der Schulzeit Klavier bei Roman Hindin und Jakiv Fastovsky sowie Musiktheorie bei Nadia Horiukhina lernte. 1956–1961 studierte er am Kiewer Konservatorium bei Borys Ljatoschynskyj (Komposition, Instrumentation) und Lewko Rewuzkyj. 1961–1963 unterrichtete er Musiktheorie an der Musikhochschule Winnyzja, in der Folge war er Lehrer an verschiedenen Musikschulen in Kiew. Seit den 1960er-Jahren wirkte er als Komponist und Arrangeur für Film- und Theatermusik, er leitete ein Ensemble für Variete- und Kammermusik und erstellte Bearbeitungen für das Kammerorchester des Opern- und Balletttheaters Kiew.
Hodsjazkyj beschäftigte sich intensiv mit zeitgenössischen Kompositionsmethoden (u. a. serielle Techniken, Sonorismus, Musique concrète) und versuchte diese in seine Musik zu integrieren. Freundschaften und Zusammenarbeit verbanden ihn in einer kleinen, als „Kiewer Avantgarde“ bekannten Gruppe mit Kollegen wie den Komponisten Walentyn Sylwestrow, Wolodymyr Huba, Leonid Hrabowskyj, Jewhen Stankowytsch und dem Dirigenten Igor Blaschkow. Teilweise gemeinsam mit seinem Vater schuf er mehrere Chorwerke für den kirchlichen Gebrauch. Sowohl damit als auch mit der progressiven Ästhetik eines Teils seiner Arbeiten stieß er auf massive Kritik der sowjetischen Kulturverantwortlichen. Ihm wurde die Unterrichtserlaubnis entzogen und er wurde aus dem offiziellen Komponistenverband ausgeschlossen, was einem Aufführungs- und Verbreitungsverbot für sein Schaffen gleichkam. 1974 wurde er auf Intervention von Dmitri Schostakowitsch, Aram Chatschaturjan und Qara Qarayev hin wieder in den Verband aufgenommen. Im Zuge politischer Lockerungen in den 1980er-Jahren und insbesondere nach dem Zerfall der Sowjetunion und der staatlichen Unabhängigkeit der Ukraine 1991 erfolgte eine völlige Rehabilitierung, die ihm ermöglichte wieder eine Anstellung als Musiklehrer anzunehmen und ihn auch zu neuer kompositorischer Arbeit anregte. Anlässlich seines 60. Geburtstages wurde er 1996 mit dem Titel eines „Verdienten Künstlers der Ukraine“ geehrt, auch wurden seine Werke nunmehr in höherem Maß in der Ukraine, aber auch in westeuropäischen Ländern und den USA uraufgeführt.

## Werke (Auswahl)

### Gesangsstimme(n) und Orchester
- Stabilis. Sinfonie für Sopran und Kammerorchester (1966–1990)
- Frühlingsgrün. Kantate nach Worten von Alexander Blok für Sopran und Kammerorchester (2000–2001)

### Orchester
- Erwartung (1960, rev. 1961 als Poem)
- Scherzo (1962)
- Aschenputtel. Suite aus der Musik zu dem Stück von Jewgeni Schwarz (1969, rev. 1983)

### Kammerorchester
- Perioden. Sinfonie (Fragment; 1965–1973)
- Fresken der Sophia von Kiew. Suite (1966, rev. 1981)

### Duo und Kammermusik
- Streichquartett Nr. 1 (1961)
- Lustige Streiche für vier Violoncelli (1962)
  - Fassung für Saxophonquartett (1988)
- Morgenruf eines Vogels für Holzbläserquintett (1994)
- Kindheitsträume. Poem für Flöte, Oboe, Klarinette, Fagott, zwei Violine, Viola, Violoncello und Klavier (1997)
- Streichquartett Nr. 2 (2014)

### Klavier solo
- Variationen über ein ukrainisches Thema (1958)
- Sonate Nr. 1 „Sonaten-Poem“ (1959, rev. 2001)
- Drei Präludien (1960–1972)
- Autogramme (1963)
- Oberflächenbrüche (1963)
- Scherzi domestici für Haushaltsgeräte und Klavier (1964–1965)
- Sonate Nr. 2 (1973)
- Drei Kinderstücke (1981)
- Charakterszenen (Neufassung von Autogramme; 1985)

### Lied
- ПОЛНЫЙ МЕСЯЦ СТАЛ НАД ЛУГОМ (Der Vollmond steht über der Wiese). Romanze nach Worten von Michail Lermontow für Mezzosopran und Klavier (1959)
- ЧЕРВОНЕ ВИНО (Roter Wein). Duo nach Worten von Maksym Rylskyj für Mezzosopran und Tenor mit Klavier oder Violoncello (1962)
- ДЕВУШКА ПЕЛА В ЦЕРКОВНОМ ХОРЕ (Das Mädchen sang im Kirchenchor). Romanze nach Worten von Alexander Blok für Mezzosopran und Klavier (1967)
- БАНДУРИСТ (Der Bandura-Spieler) nach Worten von Borys Oleksandriv für Bass und Klavier (1978)

Weitere Instrumentalwerke, Romanzen, Bearbeitungen ukrainischer, russischer und jüdischer Volksmusik, Chorsätze, Musik für Filme, elektroakustische Arbeiten u. a.